# Komory
Komory (arab. ‏جزر القمر Juzur al-Qumur‎), oficjalnie Związek Komorów (fr. Union des Comores, arab. ‏الاتحاد القمري al-Ittiḥād al-Qumurī / Qamarī‎) – wyspiarskie państwo w północnej części Kanału Mozambickiego, zlokalizowane na archipelagu Komorów, pomiędzy północną częścią Madagaskaru a północno-wschodnią częścią Mozambiku. Najbliższymi państwami są Mozambik, Tanzania, Madagaskar oraz Seszele.
Jest to położony najdalej na południe członek Ligi Arabskiej. Komory są czwartym najmniejszym niepodległym państwem Afryki, a pod względem populacji zajmuje piąte miejsce od końca wśród państw niepodległych. Nazwa państwa pochodzi od arabskiego słowa ‏القمر qamar‎ ‘księżyc’.

## Ustrój polityczny
W 1975 roku Komory proklamowały niepodległość. W tym samym roku stały się członkiem ONZ i OJA. W latach 1976–1978 władzę sprawował dyrektoriat polityczno-wojskowy. W 1978 r. Ahmed Abdallah dokonał zamachu stanu i ogłosił się prezydentem. Funkcję tę pełnił do śmierci w 1989 r. Wówczas w wyniku elekcji nowym prezydentem został Said Mohamed Djohar. W 1992 r. Komory jako republika wydały nową konstytucję, która dopuściła m.in. wielopartyjność. Obecnie prezydentem Komorów jest Azali Assoumani. Zgodnie z konstytucją z 2002 roku Komory stanowią federację trzech samorządnych wysp Anjouan, Mohéli i Wielki Komor.

## Geografia
Wyspy archipelagu rozciągają się na przestrzeni ok. 400 km z północnego zachodu na południowy wschód. Wszystkie są wyspami pochodzenia wulkanicznego, o bardzo urozmaiconej i wybitnie wyżynnej rzeźbie terenu.
Panuje klimat podzwrotnikowy (typ suchy i wilgotny). Płytkie i żyzne gleby porasta sawanna lub zajęte są pod pola uprawne. Pozostałą część terenu wyspy (16%) stanowią lasy.

## Historia
Komory zostały francuskim protektoratem w 1886 roku. W 1912 zostały formalnie przekształcone w kolonię podlegającą administracyjnie pod Madagaskar. W czasie II wojny światowej wyspy pozostały francuskim terytorium, które podlegało rządowi Vichy. W 1942 roku zostały zajęte przez oddziały brytyjskie, a władza przekazana Wolnej Francji generała de Gaulle’a. W 1947 roku status Komorów został zmieniony z kolonii na terytorium zamorskie, a przedstawiciel terytorium mógł zasiadać we francuskim parlamencie. 22 grudnia 1974 96% głosujących na terenie dzisiejszego Związku Komorów opowiedziało się w referendum za niepodległością. Na wyspie Mayotte większość głosujących postanowiła pozostać w ścisłym związku z Francją. 6 lipca 1975 została ogłoszona niepodległość.
Zgodnie z konstytucją z 1978 (przyjętą w referendum dopiero w 1989) oficjalna nazwa kraju brzmiała Federalna Islamska Republika Komorów. W 1997 doszło do secesji wysp Anjouan (Ndzuwani) i Mohéli (Mwali). Pod władzą rządu znajdowała się tylko wyspa Wielki Komor. W referendum w grudniu 2001 roku mieszkańcy opowiedzieli się za zmianą dotychczasowego ustroju państwa. Zgodnie z przyjętą w 2002 nową konstytucją, państwo jest federacją samorządnych wysp Wielki Komor, Anjouan i Mohéli. Od czasu uzyskania niepodległości Komory nękane były wieloma (zarówno udanymi jak i nieudanymi) zamachami stanu.
W 2008 roku sytuacja ponownie się zaogniła. Rebelianci z samozwańczym prezydentem Mohamedem Bacarem zbuntowali się przeciwko rządowi federalnemu. Powodem secesji była nieuznanie wyników wyborów na Anjouan z 2007 roku. Unia Afrykańska oraz rząd centralny uznały, że Bacar je sfałszował. Wojska rządowe wraz z kontyngentem z Tanzanii i Senegalu 25 marca 2008 roku przeprowadziły inwazję na wyspę i ją opanowały. Przywódcy buntowników opuścili zdobytą stolicę, w walkach zginęło co najmniej 11 osób.

## Gospodarka
Podstawową gałęzią gospodarki jest rolnictwo, które rozwija się na żyznych glebach dwóch geologicznie starszych wysp Anjouan (Ndzuani) i Mohéli (Mwali). Wielki Komor (Ngazidja), nie nadaje się do uprawy z powodu braku wody. Obfite deszcze padające w okresie pory deszczowej szybko wsiąkają w wulkaniczną, porowatą ziemię i przez miesiące okresu pory suchej ludzie używają do mycia i prania tylko wody morskiej. Rolnictwo jest jednak nawet na Anjouan i Mohéli słabo rozwinięte i znaczna część żywności jest importowana. W kraju uprawiane są m.in.: rośliny aromatyczne, kawowiec, kakaowiec, palma kokosowa i agawa sizalowa. Eksportowane są z Komorów głównie wanilia (8 miejsce na świecie i 3 w Afryce po Madagaskarze i Ugandzie), goździki (5. miejsce na świecie) i olejek eteryczny z drzewa ylang, służący do wyrobu perfum. Mimo że wyspy są bardzo atrakcyjne turystycznie i położone w tropikalnym, upalnym klimacie, turystów jest niewielu. Główną przyczyną jest brak dobrze rozwiniętej bazy hotelowej.

### Emisja gazów cieplarnianych
Największe emisje gazów cieplarnianych z Komorów dotyczą metanu. W latach 90. XX w. i na początku XXI w. emisje dwutlenku węgla i podtlenku azotu były do siebie zbliżone, ale szybki wzrost emisji tego pierwszego spowodował jej przewagę w udziale. Emisja równoważnika dwutlenku węgla z Komorów wyniosła w 1990 roku 0,274 Mt, z czego tylko 0,049 Mt stanowił dwutlenek węgla. W przeliczeniu na mieszkańca emisja wyniosła wówczas 119 kg dwutlenku węgla, a w przeliczeniu na tysiąc dolarów amerykańskich PKB – 46 kg. Od tego czasu ogólne emisje zasadniczo rosną w niedużym tempie, ale wzrost emisji samego dwutlenku węgla jest bardziej zauważalny. W 2015 na 0,593 Mt emisji równoważnika dwutlenku węgla, sam dwutlenek węgla stanowił już 0,189 Mt. W tym czasie szczególnie wzrosły emisje z energetyki i transportu. W 2018 emisja dwutlenku węgla pochodzenia kopalnego wyniosła 0,209 Mt, a w przeliczeniu na mieszkańca 0,251 t i w przeliczeniu na tysiąc dolarów PKB – 100 kg. 

## Ludność
Związek Komorów liczy ponad 850 tys. ludności i jest jednym z krajów o największym przyroście naturalnym na świecie (3,55%). Mieszkańcy wysp są pochodzenia mieszanego. Komory zasiedlane były wielokrotnie od VII – VIII w. przez Afrykańczyków (głównie z Mozambiku), Malgaszów z pobliskiego Madagaskaru, a od IX – X w. przez Arabów, którzy płynąc na południe wzdłuż wybrzeży Afryki, kolonizowali Afrykę Wschodnią, w tym Komory. Pierwsi Europejczycy przybyli w XVI wieku i zastali dobrze zorganizowaną społeczność arabską.
Językami urzędowymi są arabski (używany głównie w meczetach) i francuski (używany w biurach, szkołach i sklepach), ale ludność w znacznej części mówi językiem komoryjskim, który jest mieszaniną suahili i innych języków rodziny Bantu z arabskim.
Na wyspach mieszka niewielu Europejczyków. Są to głównie pracownicy ambasady francuskiej i kilku innych zagranicznych przedstawicielstw i firm.

## Religia
Religijność na Komorach zdominowana jest przez islam wyznawany przez przytłaczającą większość społeczeństwa. Prozelityzm na jakąkolwiek religię z wyjątkiem islamu sunnickiego jest zabroniony, a prawo przewiduje deportację obcokrajowców, którzy to robią. 
Działalność misyjną prowadzi Kościół rzymskokatolicki. W latach 30. XX wieku kapucyni dojeżdżali kilka razy w roku z pobliskiego Madagaskaru, a na początku lat 40. XX w. założyli główną misję w Moroni i zbudowali niewielkie kaplice na Mohéli i Anjouan. Komory były wcześniej częścią diecezji Ambandja z Madagaskaru a od 1975 r. są Administraturą Apostolską wchodzącą w skład Konferencji Biskupów Oceanu Indyjskiego wraz z diecezjami z Madagaskaru, Seszeli, Mauritiusu i Reunion. Kapucyni szwajcarscy pracowali do 1985 r., ale z braku powołań musieli misję opuścić i Stolica Apostolska zwróciła się do księży francuskich o prowadzenie jej i Administratury Apostolskiej. Trudne warunki życia i pracy powodowały, że księża często się zmieniali, w 1996 r. salwatorianie zostali poproszeni o przejęcie misji i od października 1997 r. objęli pracę na archipelagu. 1 maja 2010 Administratura Apostolska została podniesiona do rangi Wikariatu Apostolskiego Komorów, pierwszym wikariuszem apostolskim został biskup Charles Mahuza Yava SDS.
Oprócz katolików funkcjonują małe grupy wyznań protestanckich. 
Struktura religijna kraju w 2020 roku według The ARDA:
- islam – 98,3%
- tradycyjne religie plemienne – 0,97%
- chrześcijaństwo – 0,51%
- brak religii – 0,13%
- bahaizm – 0,09%.

## Siły zbrojne
Komory posiadają 2 samoloty służące do zadań dyspozycyjnych i przewozu osobistości, na wyposażeniu pozostają też nabyte w latach 70. samoloty SIAI-Marchetti SF-260 Warrior.